# 1868 en Belgique
Chronologie de la Belgique
- 1864
- 1865
- 1866
- 1867
- 1868
- 1869
- 1870
- 1871
- 1872

Cette page recense des événements qui se sont produits durant l'année 1868 en Belgique.

## Chronologie
- 3 janvier : installation du gouvernement Frère-Orban I[1].
- 21 janvier : première parution de La Cote libre de la Bourse de Bruxelles, quotidien financier.
- 24 mars : violentes manifestation des mineurs au charbonnage de l'Épine à Montignies-sur-Sambre près de Charleroi. Plusieurs morts et de nombreux blessés parmi les ouvriers face à l'armée.
- 22 octobre : fondation de la Fédération des cercles catholiques[2].

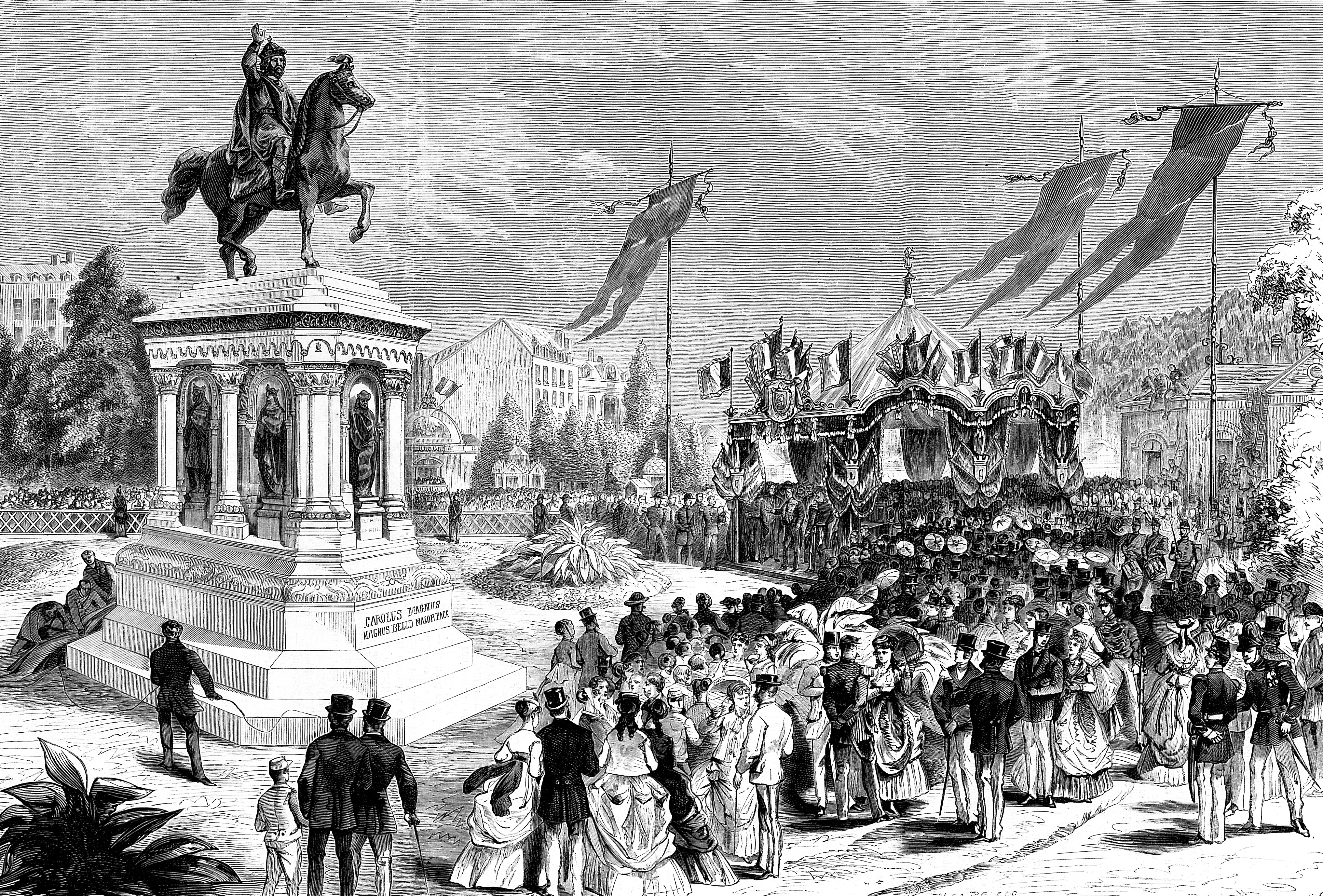
Inauguration de la statue de Charlemagne, boulevard d'Avroy à Liège, le 26 juillet 1868.

- Inauguration du Musée Wiertz.

## Culture

### Architecture

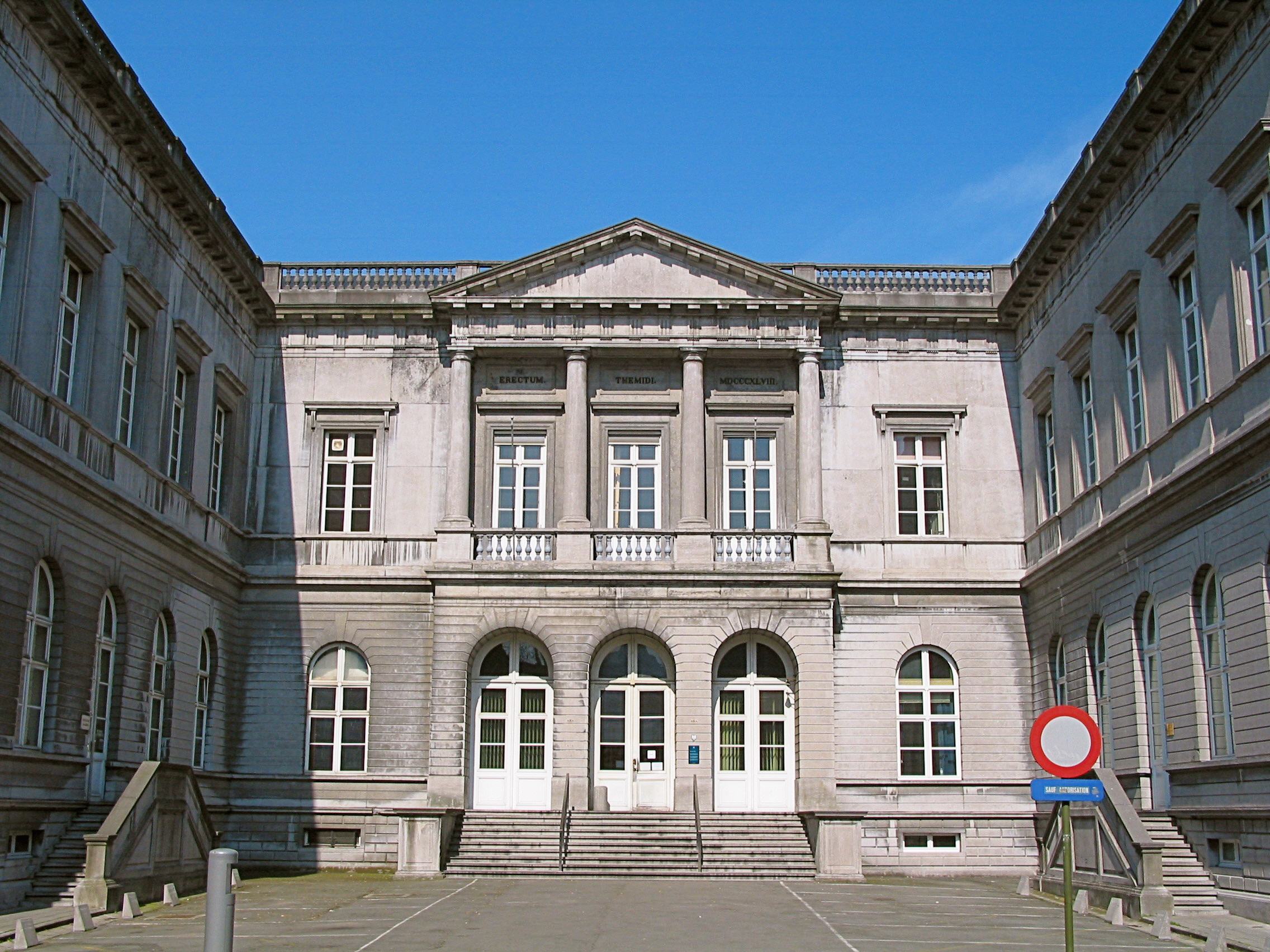
Palais de justice de Mons (style néoclassique)

## Sciences
- L'inventeur belge Zénobe Gramme construit la première machine à courant continu (« dynamo Gramme »).

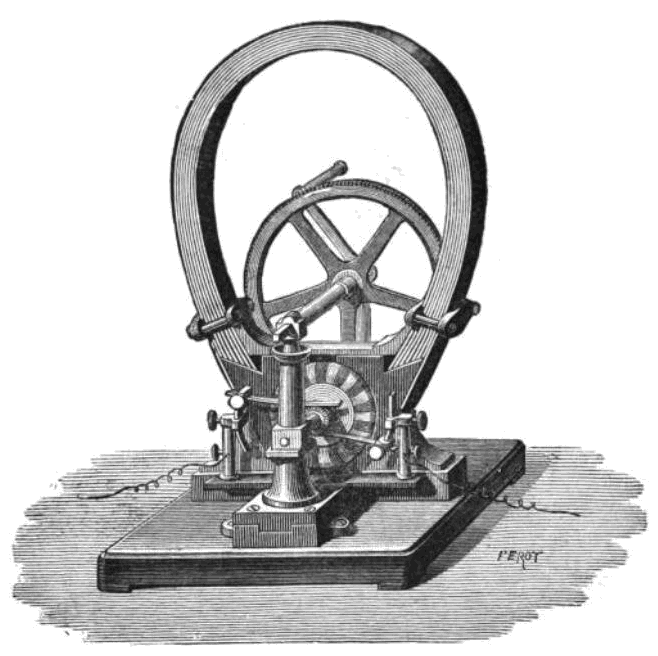
Une « dynamo Gramme ».

## Naissances
- 11 janvier : François Ruhlmann, chef d'orchestre († 8 juin 1948).
- 5 février : Lodewijk Mortelmans, compositeur [(† 24 juin 1952).
- 5 mars : Prosper Poullet, homme politique († 3 décembre 1937).
- 4 mai : Paul Berryer, homme politique († 14 juin 1936).
- 6 août : Armand Thiéry, prêtre catholique, philosophe et psychologue († 12 janvier 1955).
- 28 novembre : Louis Franck, juriste et homme politique († 31 décembre 1937).

## Décès
- 9 février : Edouard Cogels, banquier et homme politique (° 1er octobre 1793).
- 17 avril : Guillaume Van Volxem, homme politique (° 13 février 1791).
- 30 avril : Charles Le Hon, homme politique (° 10 janvier 1792), mort à Paris.
- 9 juillet : Toussaint Fafchamps, inventeur de la première mitrailleuse européenne (° 12 novembre 1783).
- 21 juillet : Édouard Ducpétiaux, journaliste (° 29 juin 1804).
- 20 août : Auguste d'Huart, homme politique (° 19 juin 1789).